# Brentwood (Kalifornija)
Brentwood je grad u američkoj saveznoj državi Kalifornija. Prema popisu stanovništva iz 2010. u njemu je živjelo 51,481 stanovnika.